# Blood of the Earth
Albums de Hawkwind
Knights of Space
(2008) Onward
(2012)
Blood of the Earth est le vingt-quatrième album studio du groupe de space rock britannique Hawkwind. Il est sorti en 2010 sur le label Eastworld Recordings.
Il inclut des nouvelles versions de deux chansons déjà parues : You'd Better Believe It, apparue en 1974 sur l'album de Hawkwind Hall of the Mountain Grill, et Sweet Obsession, apparue en 1984 sur l'album solo de Dave Brock Earthed to the Ground.
Une édition limitée de l'album inclut un deuxième CD avec des chansons enregistrées en concert, une reprise de Syd Barrett pour le magazine Mojo et une interview du groupe.

## Fiche technique

### Chansons
| No  | Titre                   | Auteur                                                       | Durée |
| --- | ----------------------- | ------------------------------------------------------------ | ----- |
| 1.  | Seahawks                | Dave Brock                                                   | 6:14  |
| 2.  | Blood of the Earth      | Dave Brock, Matthew Wright (en)                              | 2:59  |
| 3.  | Wraith                  | Jonathan Darbyshire, Niall Hone, Tim Blake, Richard Chadwick | 6:07  |
| 4.  | Green Machine           | Niall Hone                                                   | 4:04  |
| 5.  | Inner Visions           | Tim Blake                                                    | 4:29  |
| 6.  | Sweet Obsession         | Dave Brock                                                   | 4:45  |
| 7.  | Comfy Chair             | Dave Brock                                                   | 4:54  |
| 8.  | Prometheus              | Jonathan Darbyshire, Niall Hone, Tim Blake, Richard Chadwick | 5:48  |
| 9.  | You'd Better Believe It | Dave Brock                                                   | 7:11  |
| 10. | Sentinel                | Jonathan Darbyshire, Niall Hone, Tim Blake, Richard Chadwick | 6:03  |

| 11. | Starshine (sur les versions CD et 33 tours) | Dave Brock, Jason Stuart        | 7:11 |
| 12. | Sunship (sur la version 33 tours)           | Jonathan Darbyshire, Niall Hone | 2:54 |

| 1. | Space               | Dave Brock                                                   | 1:45  |
| 2. | Angels of Death     | Dave Brock                                                   | 8:37  |
| 3. | Wraith              | Jonathan Darbyshire, Niall Hone, Tim Blake, Richard Chadwick | 5:28  |
| 4. | Tide of the Century | Tim Blake                                                    | 5:58  |
| 5. | Magnu               | Dave Brock                                                   | 8:24  |
| 6. | Levitation          | Dave Brock                                                   | 7:24  |
| 7. | Long Gone           | Syd Barrett                                                  | 3:10  |
| 8. | Interview 2010      |                                                              | 10:24 |

### Musiciens
- Dave Brock : guitare, claviers, chant
- Niall Hone : guitare, basse, claviers, échantillonnage
- Mr. Dibs : basse, chant
- Tim Blake : claviers
- Richard Chadwick : batterie, chant
- Matthew Wright (en) : chant sur Blood of the Earth
- Jason Stuart : claviers sur Starshine